# Magyar Törvények Grill-féle Kiadása
A Magyar Törvények Grill-féle Kiadása  egy 20. század eleji magyar jogi könyvsorozat. A Grill Károly Könyvkiadó Vállalata kiadásában Budapesten 1901 és 1910 között megjelent kötetek a következők voltak:
- (I.) Pap Dávid dr. Hiteltörvények. Váltótörvény. Csődtörvény. Kereskedelmi törvény. Tőzsde. Ipartörvény. Ezek melléktörvényei. (XII. 1115 l.) 1901.
- (II.) Vargha Ferenc. Bűnvádi perrendtartás. Az összes melléktörvényekkel, rendeletekkel, joggyakorlatokkal, jegyzetekkel és utalásokkal összeállította –. VII. 872 l.) 1901.
- (III.) Illés Károly, Edvi. Az anyagi büntetőtörvények és a sajtótörvény, az összes melléktörvényekkel és rendeletekkel s a felső bíróságok határozataival kiegészítve. (X. 1. 836 l.) 1901.
- (IV.) Gaár Vilmos dr. Igazságügyi szervezet: Perenkívüli eljárások. – Kisajátítási eljárás. – Örökösödési eljárás. – Telekkönyvi rendelet a betétszerkesztéssel. – Katonai házassági óvadék becslése. (VI. 968 l.) 1902.
- (V.) Márkus Dezső dr. és Térfi Gyula dr. A polgári törvénykezés és a végrehajtási eljárás, az összes melléktörvényekkel, rendeletekkel és a bírósági joggyakorlattal, jegyzetekkel és utalásokkal. I. kötet. Polgári törvénykezés. – Jogsegély. (XXXII, 2, 770 l.) 1902.
- (VI.) Márkus Dezső dr. és Térfi Gyula dr. A polgári törvénykezés és a végrehajtási eljárás, az összes melléktörvényekkel, rendeletekkel és a bírósági joggyakorlattal, jegyzetekkel és utalásokkal. II. kötet. Végrehajtási eljárás. Birósági végrehajtók. – Bélyeg- és illetékszabályok. Bírói letétek. Bírói ügyvitel. (XIII. 2. 708 l.) 1902.
- (VII.) Márkus Dezső dr. Magyar magánjog mai érvényében. Törvények. Rendeletek. Szokásjog. Joggyakorlat. 1. kötet. Bevezetés. Jogforrások. Személyjog. Családjog. (XXIV. 767 l.) 1902.
- (VIII.) Márkus Dezső dr. Magyar magánjog mai érvényében. Törvények. Rendeletek. Szokásjog. Joggyakorlat. 2. kötet. Dologjog. (XX. 1, 837 l.) 1905.
- (IX.) Márkus Dezső dr. Magyar magánjog mai érvényében. Törvények. Rendeletek. Szokásjog. Joggyakorlat. 3. kötet. Kötelmi jog. Öröklési jog. 1–4. kiadás. (XVII. 1. 987 l.) 1906.
- (X.) Pap Dávid dr. A bélyeg- és illetékszabályok szótára. A bélyeg- és illetékszabályoknak, az azokra vonatkozó rendeleteknek és a joggyakorlatnak betűsoros összefoglalása. A bélyeg és illetékek iránti törvények és szabályok. (920 l.) 1901.
- (XI.) Márkus Dezső dr. Magyar közjog. A hatályban levő tételes jogforrások alapján írta – (951 l.) 1905.
- (XII.) Márkus Dezső dr. Végrehajtási eljárás. Bírói ügyvitel. Törvények. Rendeletek. Joggyakorlat. Jegyzetekkel és utalásokkal kíséri –. Végrehajtási eljárás. Bírósági végrehajtók. Bírói letétek. Bírói ügyvitel. Bélyeg- és illetékszabályok. 2., átnézeti kiadás. (XII. 696 l.) 1905. 4., átnézeti és bővített kiadás. (XI. 2. 749 l.) 1907.
- (XIII.) Térfi Gyula dr. Polgári perrendtartás – hatásköri bíróság. – Főudvarnagyi bíróság. – Jogsegély. Az összes melléktörvényekkel, rendeletekkel és a bírósági joggyakorlattal, jegyzetekkel és utalásokkal. 2. kiadás. 1905.
- (XIV.) Hármas Mutató a magyar igazságügyi írott jog forrásaiból. A magy. kir. igazságügyminiszter megbízásából kiadja az „Igazságügyi Közlöny” szerkesztősége. (XIV. 893 l.) 1907.
- (XV.) Térfi Gyula dr. Magánjogi vonatkozású közigazgatási törvények: Mezőgazdasági és mezőrendőrségi törvény. – Erdőtörvények. – Vadászati, halászati, vízjogi, közúti és vámtörvény. – Egyéb közgazdasági törvények dologjogi rendelkezései. – Gazdatiszti törvény. – A mezőgazdasági munkásokról, a dohánykertészekről szóló törvények. Cselédtörvény, munkavállalkozókról és segédmunkásokról, az erdőmunkásokról, a dohánykertészekről szóló törvény: az új gazdasági cselédtörvény. – Gazdasági cseléd- és munkássegélypénztárról szóló törvények. Közigazgatási bírósági törvény. – A közigazgatási bíróság hatáskörének kiterjesztése. – Hatásköri bíróság (alkotmánybiztosítékok). – A közigazgatás egyszerűsítése. – Az új házassági és anyakönyvi utasítások. – Az igazságügyi miniszterium gyakorlata házassági és örökbefogadási ügyekben. Rendeletekkel, joggyakorlattal, jegyzetekkel és utalásokkal. (XXXII. 1011 l.) 1908.